# Apex Legends
Apex Legends er et free-to-play battle royale-spil udviklet af Respawn Entertainment og er publiceret af Electronic Arts. Spillet foregår i det samme univers som 'Titanfall'. Spillet blev udgivet på Microsoft Windows, PlayStation 4 og Xbox One den 4. februar 2019. Kort efter at spillet blev udgivet, havde det over 10 millioner downloads.
| computerspil | Spire Denne computerspilsrelaterede artikel er en spire som bør udbygges. Du er velkommen til at hjælpe Wikipedia ved at udvide den. |